# Serra do Mucaba
Serra do Mucaba är en bergskedja i Angola.   Den ligger i provinsen Uíge, i den nordvästra delen av landet, 260 kilometer nordost om huvudstaden Luanda.
I omgivningarna runt Serra do Mucaba växer huvudsakligen savannskog. Runt Serra do Mucaba är det glesbefolkat, med 19 invånare per kvadratkilometer.